# Гиллеспи, Аарон
Аарон Родерик Гиллеспи — американский музыкант, барабанщик и вокалист группы Underoath, с 2010 года — вокалист и ритм-гитарист альтернативной рок-группы The Almost, а также барабанщик The Dangerous Summer. С 2013 по 2016 год был гастролирующим барабанщиком Paramore.  Гиллеспи поддерживает свой сольный проект, и в 2011 году выпустил свой дебютный полноформатный альбом «Anthem Song».

## Личная жизнь
Гиллеспи родился 18 июля 1983 года в городе Клируотер, штат Флорида, вырос в христианской семье. Выступал в школах своего города и был одним из активных членов церкви. Родители Гиллеспи развелись, когда ему было 18. Женат на Джейм Гиллеспи, которая поддерживает его веб-сайт, оповещая фанатов о новых выступлениях, и является пиар-менеджером группы The Almost.

## Музыкальная карьера
Когда Аарону было 14, его пригласили играть в Underoath, после того как отец Люка Мортона (бывшего гитариста Underoath) увидел Аарона, играющего в церкви. В 2002 году Underoath выпустила альбом «The Changing of Times», в котором начала внедрять чистый вокал Аарона. После ухода из группы вокалиста Далласа Тейлора, Underoath, пройдя через различные изменения в стиле, выпустила в 2004 году новый альбом «They’re Only Chasing Safety», в котором Гиллеспи продолжал петь чистым вокалом, но уже вместе с новым вокалистом, Спенсером Чемберлейном.

Именно выпуск альбома «They’re Only Chasing Safety» принес Underoath популярность. 
Думаю, я бы умер, если бы мы не писали эти песни. Я думал, что испортил чью-то жизнь. Это трудно объяснить, но нельзя просто притвориться, что все хорошо, и продолжать жениться.
— сказал Аарон журналу «Alternative Press».
Последующий альбом «They're Only Chasing Safety, Define the Great Line» был выпущен 20 июня 2006 года, дебютировав на втором месте в Billboard 200. За первую неделю было продано более 98000 копий, и этот рекорд был удостоен золотого сертификата RIAA 11 ноября 2006 года.
5 апреля 2010 года Underoath объявили, что группа и Гиллеспи взаимно договорились разойтись до конца европейского турне. В тот же день Гиллеспи опубликовал сообщение в своем личном блоге.  17 августа 2015 года в интервью для Alternative Press Чемберлен и Гиллеспи подтвердили, что группа воссоединяется.

## Внешние ссылки
- Aaron Gillespie на playdrums.ru